# Hokuto
Nota: Esta página é sobre Hokuto, Yamanashi. Se procura outros significados da mesma expressão, consulte Hokuto (desambiguação).

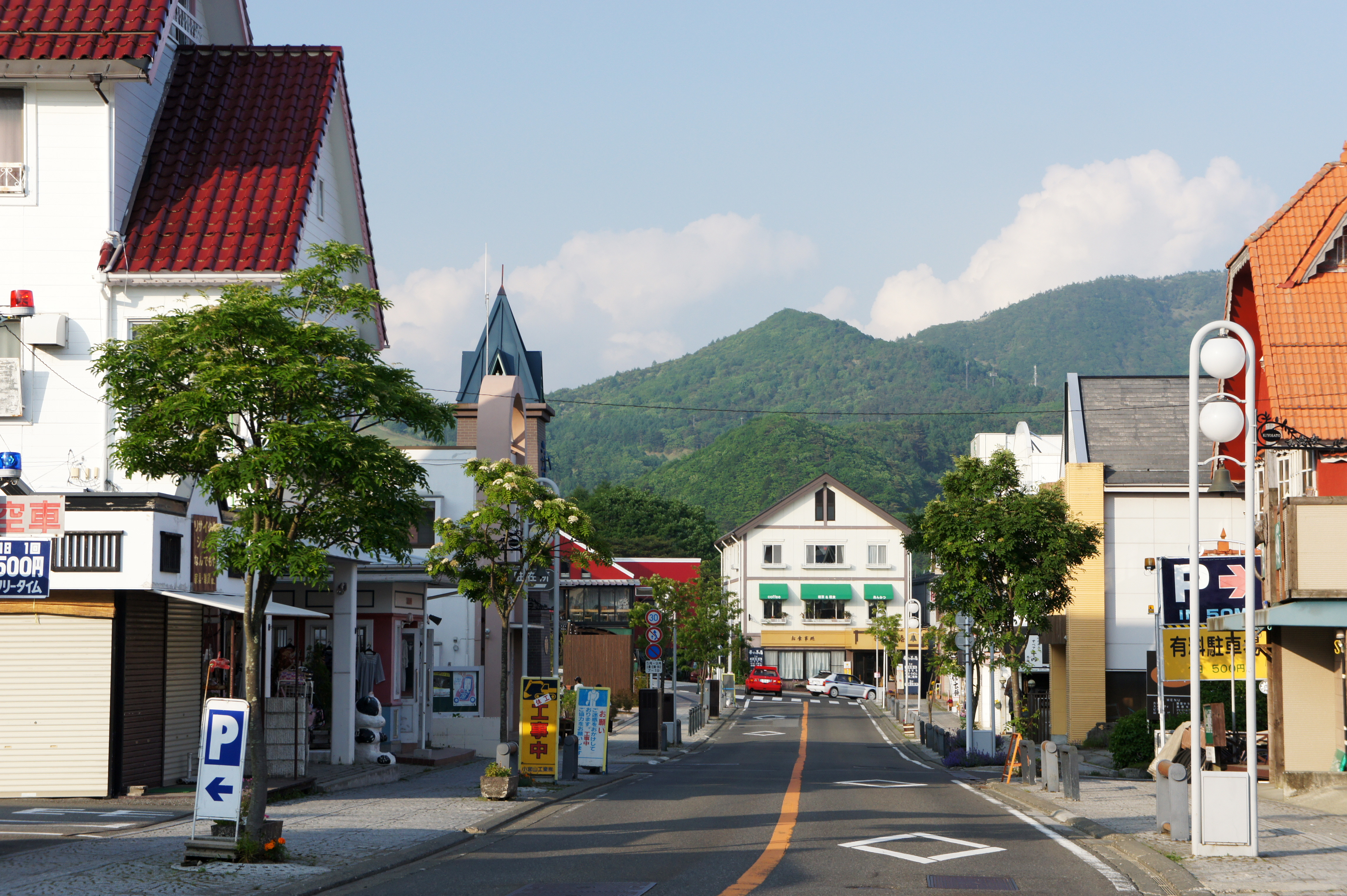
Kiyosato

Hokuto (北杜市; -shi) é uma cidade japonesa localizada na província de Yamanashi.
Em 1 de Novembro de 2004, a cidade tinha uma população estimada em 44 080 habitantes e uma densidade populacional de 77 h/km². Tem uma área total de 569,75 km².
Recebeu o estatuto de cidade a 1 de Novembro de 2004.

## Cidades-irmãs
- Condado de Madison, EUA
- Le Mars, EUA
- Fukuroi, Japão
- Joetsu, Japão
- Hamura, Japão
- Nishi-tokyo, Japão
- Arakawa, Japão
- Higashimurayama, Japão
- Manchanno, Itália
- Pocheon, Coreia do Sul
- Crowsnest Pass, Canadá